# 多斑熊蛛
多斑熊蛛（学名：Arctosa stigmosa）为狼蛛科熊蛛属的动物。分布于欧洲、俄罗斯以及中国大陆的吉林、新疆、河北等地，多栖息于农田。该物种的模式产地在欧洲。